# Ponte Cavour
De Ponte Cavour is een brug over de Tiber in Rome die het Marsveld verbindt met de wijk Prati. Ten oosten van de brug staat het museum van de Ara Pacis.
De 110,1 meter lange brug is tussen 1896 en 1901 gebouwd ter vervanging van een tijdelijke brug uit 1878. Het ontwerp is afkomstig van architect Angelo Vescovali die een klassieke brug tekende met vijf bogen. De brug is net als het nabijgelegen Piazza Cavour vernoemd naar graaf Camillo Benso di Cavour, een van de hoofdrolspelers ten tijde van de Italiaanse eenwording.
Traditioneel wordt er op 1 januari van de brug in het ijskoude Tiber water gesprongen.
Ponte di Castel Giubileo · Ponte Tor di Quinto · Ponte Flaminio · Ponte Milvio · Ponte Duca d'Aosta · Ponte della Musica · Ponte del Risorgimento · Ponte Giacomo Matteotti · Ponte Pietro Nenni · Ponte Regina Margherita · Ponte Cavour · Ponte Umberto I · Ponte Sant'Angelo · Ponte Vittorio Emanuele II · Ponte Principe Amedeo Savoia Aosta · Ponte Giuseppe Mazzini · Ponte Sisto · Ponte Garibaldi · Ponte Fabricio en Ponte Cestio · Ponte Rotto · Ponte Palatino · Ponte Sublicio · Ponte Testaccio · Ponte San Paolo · Ponte dell'Industria · Ponte Guglielmo Marconi · Ponte della Magliana · Ponte di Mezzocammino · Ponte Tor Boacciana